# كأس السوبر الإسباني 1996
كأس السوبر الإسباني 1996 النسخة الثانية عشر لنهائيات كأس السوبر الإسباني وجمعت بطل الدوري الإسباني موسم 1995-96 أتلتيكو مدريد والذي توج أيضاً بلقب كأس إسبانيا موسم 1995- 96 ،ولأن تعليمات الاتحاد الإسباني لكرة القدم منذ ذلك التاريخ اشارت أنه في حال تتويج الفريق ببطولتي الدوري والكأس بنفس الموسم يخوض وصيف بطل الكأس مباراة السوبر كان برشلونة الطرف الثاني بصفته وصيف بطل الكأس موسم 1995-96 ، أُقيمت من مباراتي ذهاب وإياب صيف عام 1996، وحقق برشلونة اللقب بعد فوزة بمجموع المباراتين 6-5 .

## التفاصيل

### مباراة الذهاب
| برشلونة                                                                           | 5–2 | أتلتيكو مدريد                                                  |
| --------------------------------------------------------------------------------- | --- | -------------------------------------------------------------- |
| رونالدو 5 ،89' · أوليفييرا 31' · بيزي 73' · دي لا بينا 75' · المدرب · بوبي روبسون |     | خوان إيسنايدر 37' · منيليكو 57'(ر.ج) · المدرب · رادومير أنتيتش |

### مباراة الإياب
| أتلتيكو مدريد                                                                 | 3–1 | برشلونة                              |
| ----------------------------------------------------------------------------- | --- | ------------------------------------ |
| سيرجي 32'(بالخطأ) · خوان إيسنايدر 65' · منيليكو 76' · المدرب · رادومير أنتيتش |     | ستويتشكوف 58' · المدرب · بوبي روبسون |